# Paranipponaphis takaoensis
Paranipponaphis takaoensis är en insektsart. Paranipponaphis takaoensis ingår i släktet Paranipponaphis och familjen långrörsbladlöss. Inga underarter finns listade i Catalogue of Life.